# He Min
He Min (chinesisch 何敏, Pinyin Hé Mǐn; * 16. August 1992 in Hengyang) ist ein chinesischer Wasserspringer. Er startet im Kunstspringen vom 1-m- und 3-m-Brett und im 3-m-Synchronspringen.
He Min gewann bei den Asienspielen 2010 in Guangzhou seine erste internationale Medaille. Er errang Gold vom 1-m-Brett. Bei der Heimweltmeisterschaft 2011 in Shanghai gewann er vom 1-m-Brett Silber, geschlagen nur von seinem Trainingspartner Li Shixin, mit dem er auch in Synchronwettbewerben antritt.